# Macchi C.200 Saetta
Макки C.200 Саетта (итал. Macchi C.200 Saetta, «Молния») — одноместный итальянский истребитель Второй мировой войны.  Разработан в конструкторском бюро компании «Аэронаутика Макки» под руководством Марио Кастольди. Серийное производство продолжалось с июля 1939 по конец 1942 года. Всего выпущено 1153 единицы.
На вооружение ВВС Италии поступил в августе 1939 года. К началу Второй мировой войны большинство C.200 были сосредоточены в частях ПВО. Боевое применение началась в сентябре 1940 года во время  налётов на Мальту. С апреля 1941 по апрель 1943 года применялись в Северной Африке. С августа 1941 по январь 1943 года использовались на Восточном фронте. Как боевые единицы применяли до лета 1944, далее использовались как учебные.

## Тактико-технические характеристики
Приведённые ниже характеристики соответствуют модификации C.200:

### Технические характеристики
- Экипаж: 1 человек
- Длина: 8,25 м
- Размах крыла: 10,58 м
- Высота: 3,05 м
- Площадь крыла: 16,82 м²
- Масса пустого: 1964 кг

- Нормальная взлетная масса: 2200 кг
- Максимальная взлетная масса: 2395 кг
- Объём топливных баков: 391 л
- Двигатели: 1× Fiat A.74 RC.38 воздушного охлаждения 14-цилиндровый
- Мощность: 1× 870 л. с. (650 кВт) (на взлёте)
- Воздушный винт: Piaggio P.1001

### Лётные характеристики
- Максимальная скорость: 504 км/ч на высоте 4500 м
- Практическая дальность: 570 км
- Практический потолок: 8900 м
- Скороподъёмность: 15,3 м/с
- Нагрузка на крыло: 131,7 кг/м²
- Тяговооружённость: 286 Вт/кг

### Вооружение
- Пулемётное: 2× 12,7 мм пулемёта Breda-SAFAT по 370 патронов на ствол
- Бомбовая нагрузка:
  - 8× 15 кг бомб или
  - 2× 50 кг или 100 кг или 150 кг бомбы под крылом